# Per-Olof Olsson
För andra betydelser, se Per-Olof Olsson (olika betydelser).

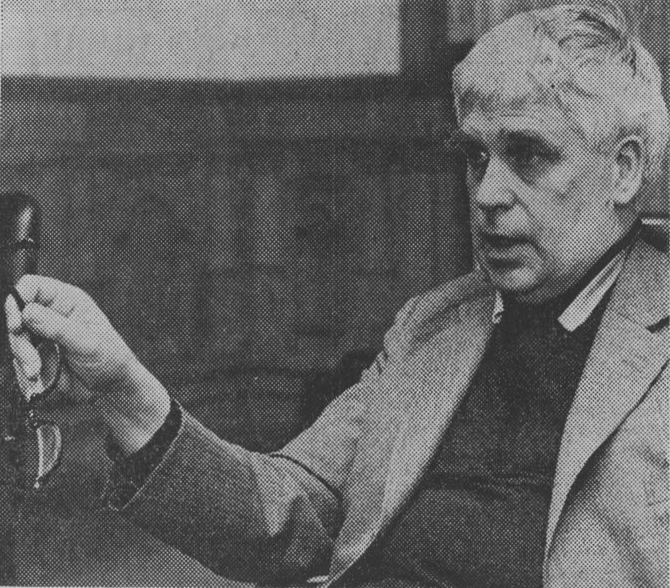
Per-Olof Olsson

Per-Olof Olsson, född 9 september 1915 i Bosjökloster, död 4 augusti 1991 på Lidingö, var en svensk arkitekt. Han var även tecknare och illustrerade flera böcker. Han var äldre bror till journalisten och författaren Jan Olof Olsson (Jolo).

## Biografi
Per-Olof Olsson avlade examen 1941 vid Kungliga Tekniska högskolan och 1943 vid Kungliga Konsthögskolan i Stockholm. Han arbetade som anställd arkitekt på Kooperativa Förbundets arkitektkontor (1936–1942), samt på HSB:s och Svenska Riksbyggens arkitektkontor (1943–1945). Därefter följde anställningar hos Statens byggnadslånebyrå (1945) och Byggnadsstyrelsen (1945–1946). Från 1946 till sin död 1991 hade han egen verksamhet.
Bland hans arbeten som arkitekt märks flera ombyggnader av bostadshus i Gamla stan i Stockholm, ombyggnad av telestationer i Eskilstuna och Norrköping och nybyggnader av post- och telestationer i bland annat Arvika, Filipstad och Malmö. För Årsta centrum i södra Stockholm tog han fram principer för planeringen av anläggningen. För Uppsala universitet höll Olsson i ny- och ombyggnader, bland annat institutionsbyggnader i kvarteren Kemikum och Lagerträdet. I Karlskrona ritade han Domusvaruhuset.
Under sin tid vid Byggnadsstyrelsen var han ansvarig arkitekt för ombyggnad av tullstationer på Dalarö och Sandhamn samt nybyggnader av tullstationer längs norska och finska gränserna. Han ansvarade även för om- och tillbyggnader av Moderna museets tidigare byggnad och Östasiatiska museet i Stockholm. Olsson finns representerad vid Nationalmuseum
År 1961 ritade han om- och tillbyggnad för Nationalmuseum. Då anordnades föreläsnings- och utställningssalar i den södra ljusgården samt byggdes ett annex längs Museikajen för bland annat verkstäder. Annexets fasad mot kajen  kläddes med cortenstål som med sin roströda färg samverkar med huvudbyggnadens kalkstensfasad. Mot Museiparken är fasaderna klädda med mörkbrunt tegel. Vid Österlånggatan 43 ritade han 1960 ett nytt bostadshus.

## Bilder

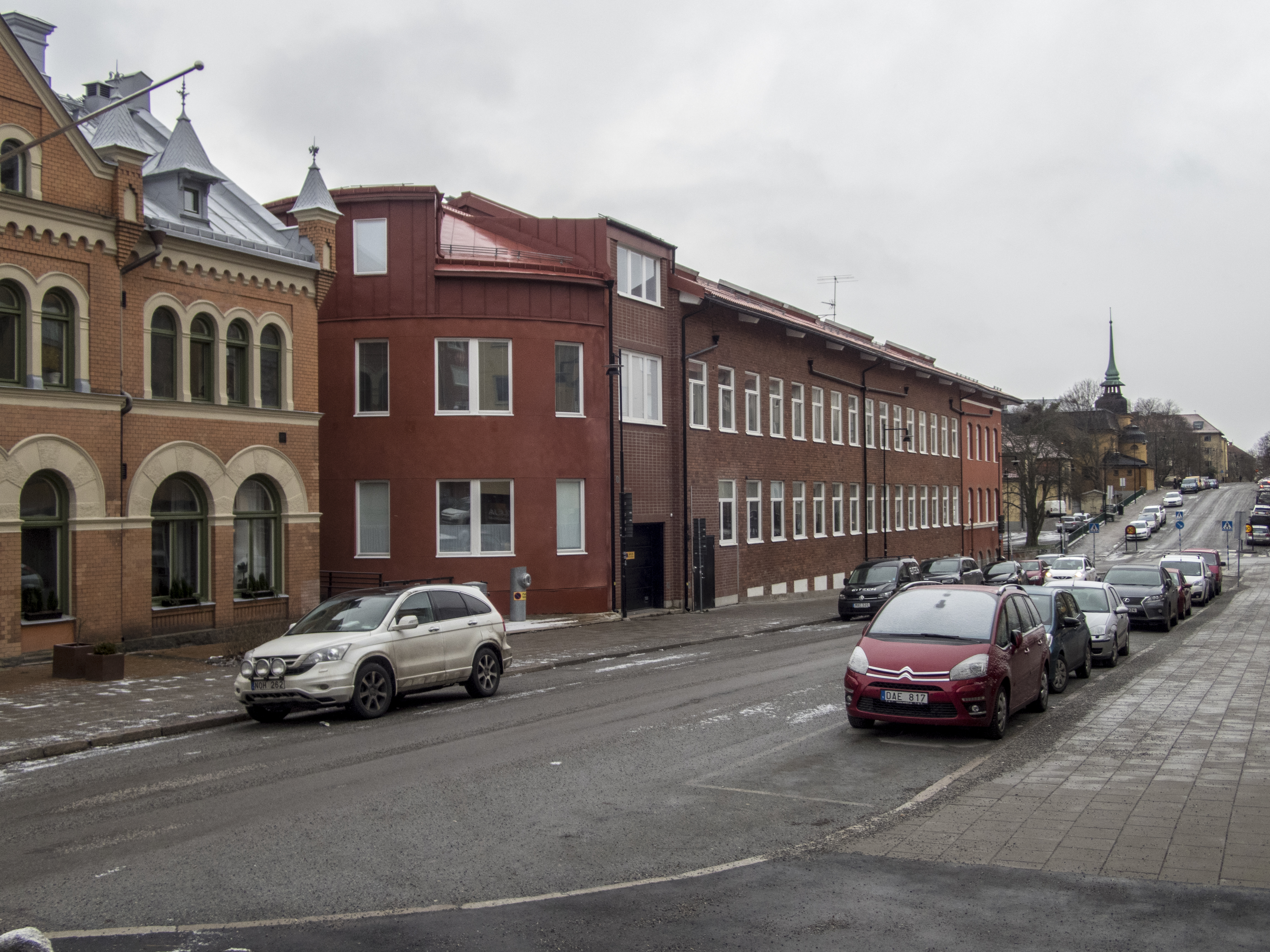
Fabriksbyggnad i Sundbyberg, 1947
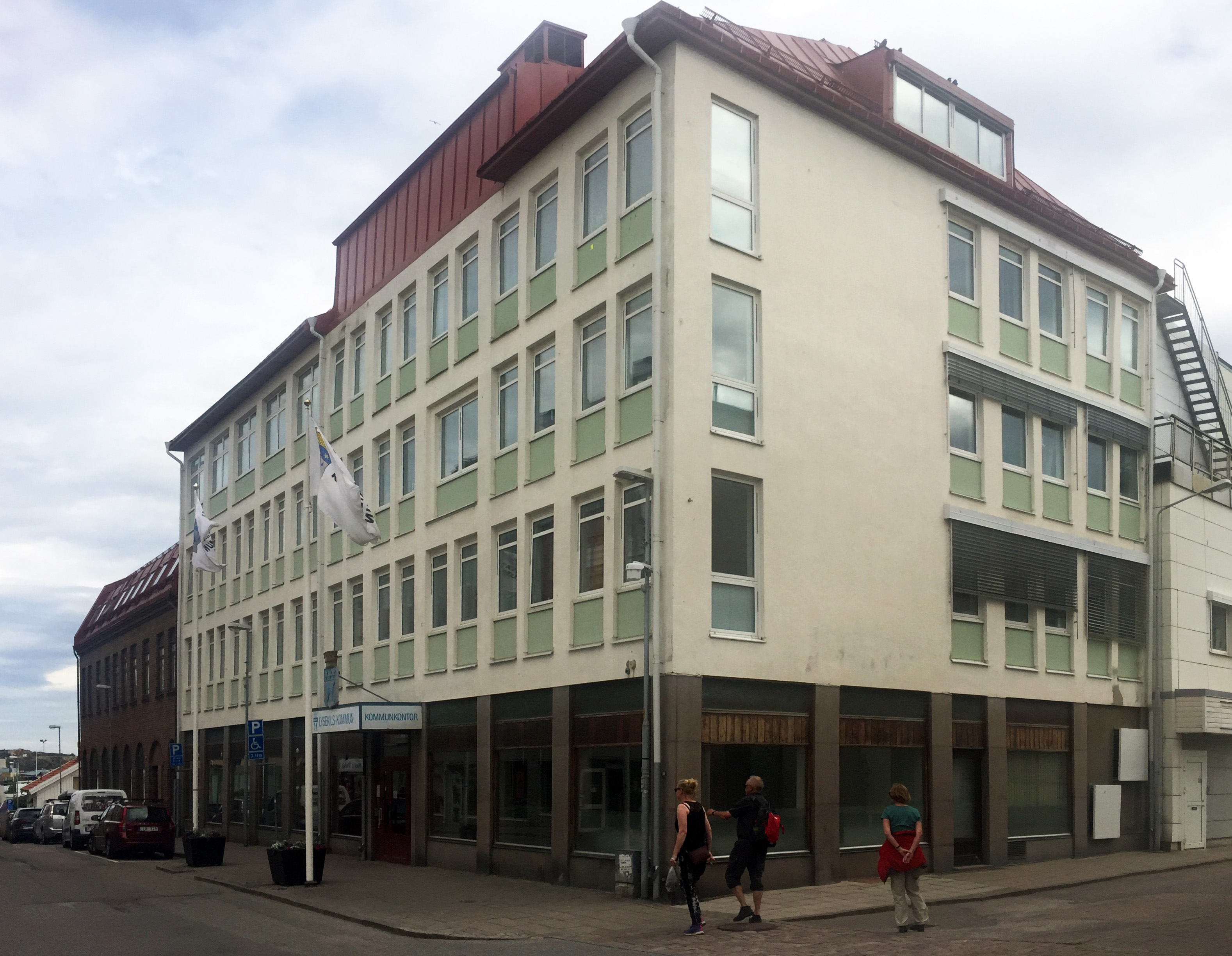
Lysekils stads- och förvaltningsbyggnad, 1954
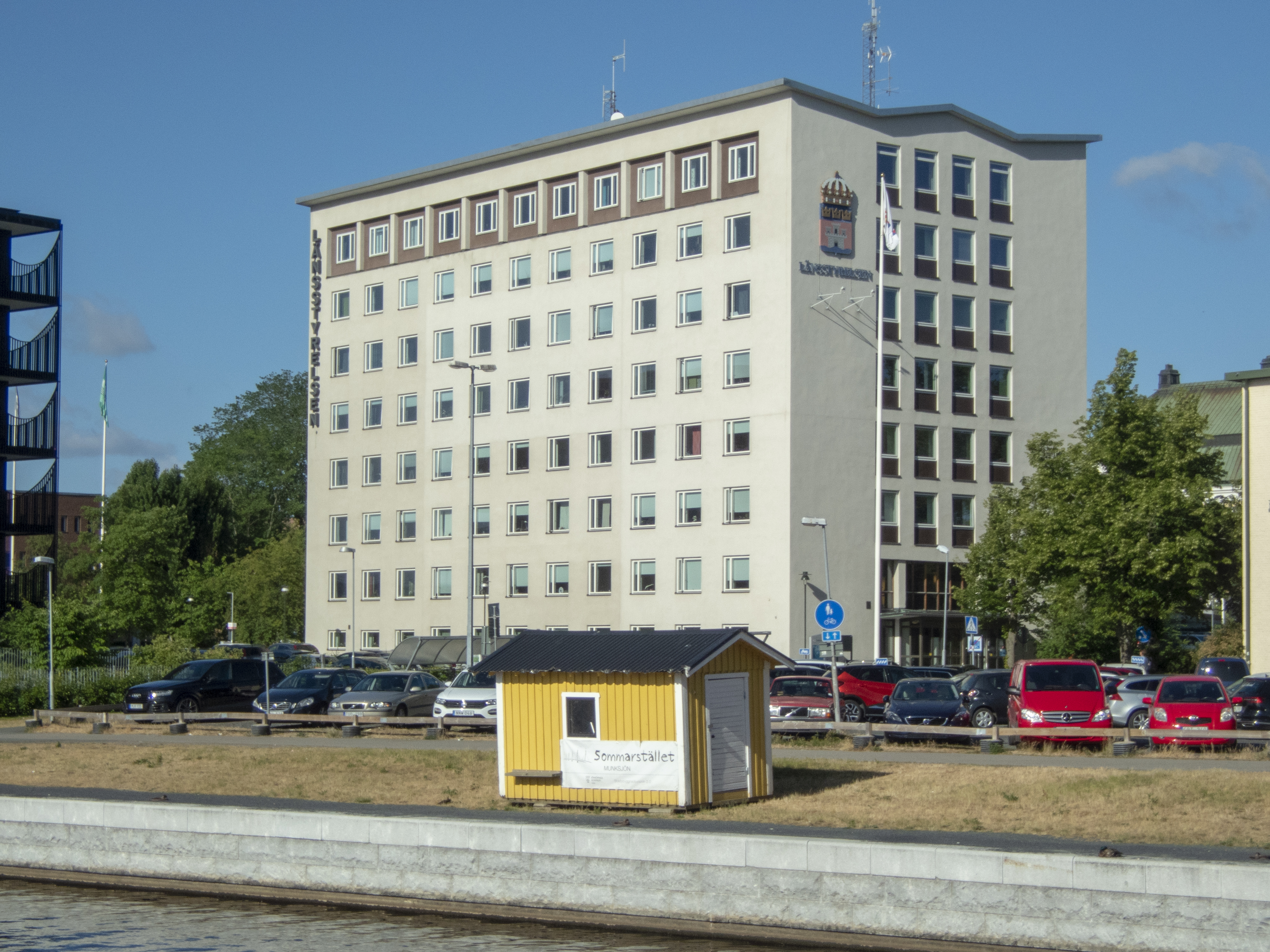
Länsstyrelsen i Jönköping, 1957
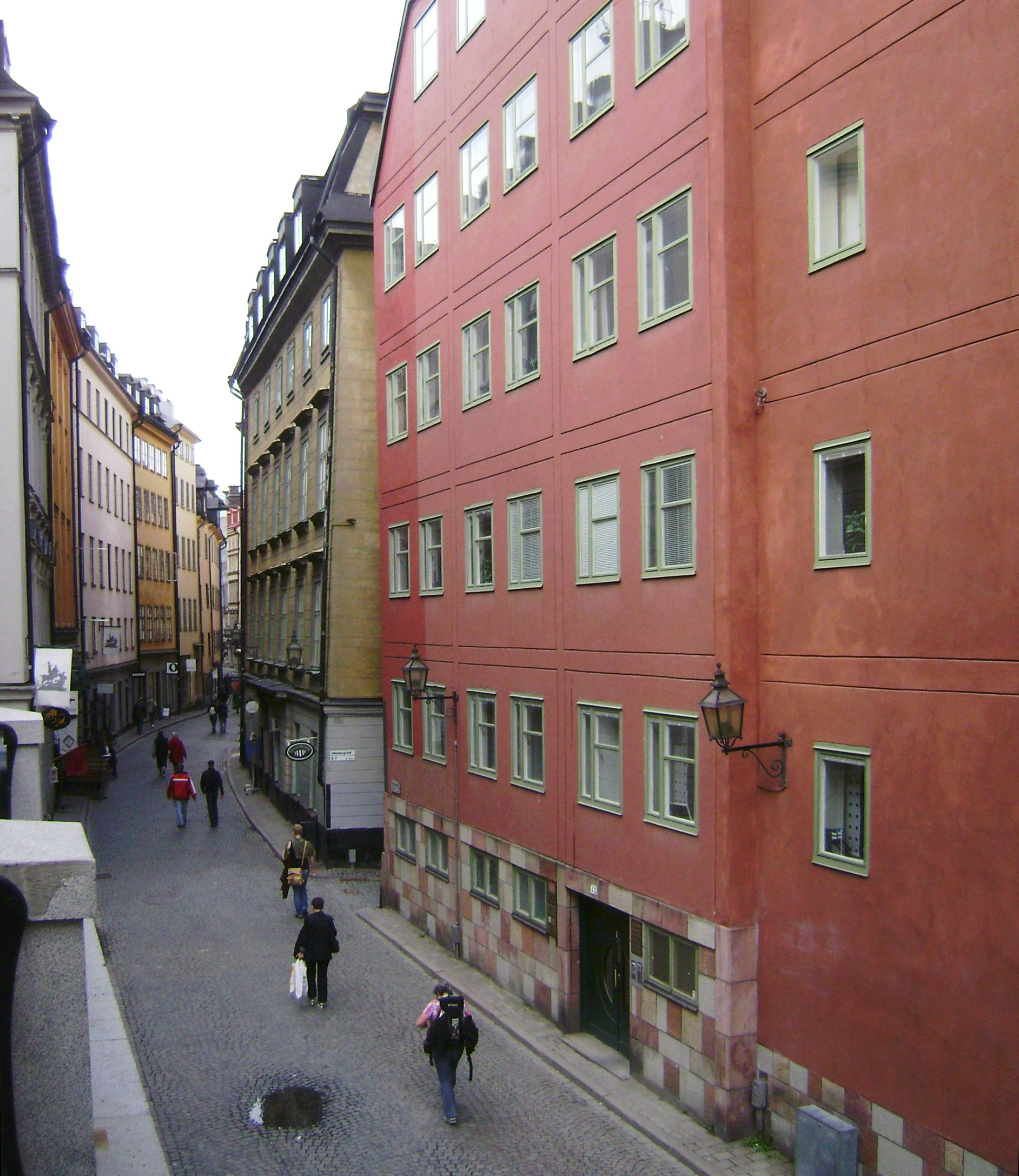
Österlånggatan 43, 1960.
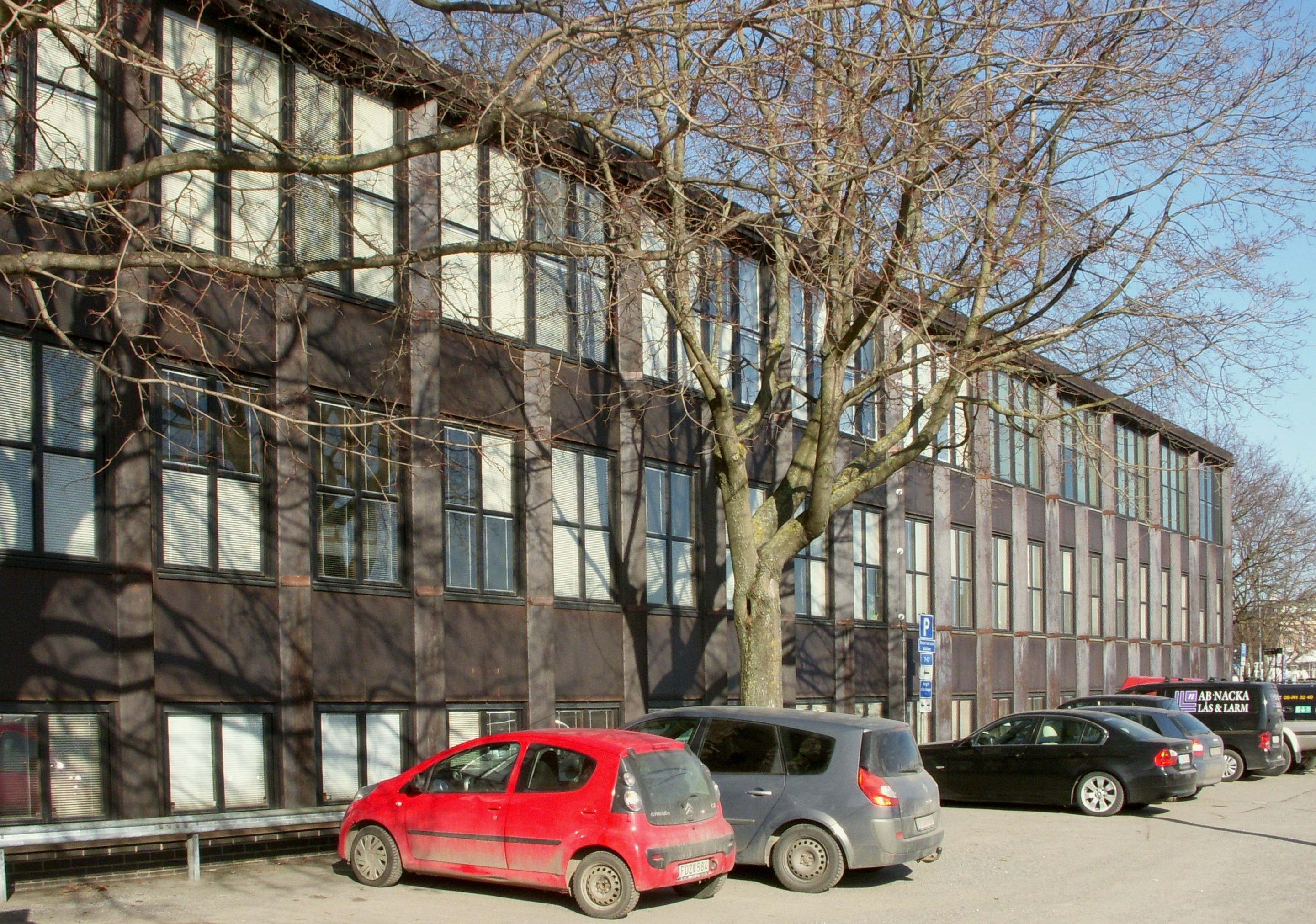
Annexet från 1961 för Nationalmuseum, Stockholm